# Serviço comunitário de saúde mental
Nos Estados Unidos, os serviços comunitários de saúde mental, também conhecidos como equipes comunitárias de saúde mental, atuam no apoio e tratamento de indivíduos com transtornos mentais (doenças mentais ou dificuldades de saúde mental) em um ambiente domiciliar, em vez de um hospital psiquiátrico para internação. A variedade de serviços comunitários de saúde mental varia dependendo do país em que são prestados. Eles se referem a um sistema de atendimento no qual a comunidade do paciente, e não um estabelecimento específico como um hospital, é o principal prestador de cuidados para pessoas com doença mental. O objetivo dos serviços comunitários de saúde mental geralmente inclui muito mais do que simplesmente fornecer tratamento psiquiátrico ambulatorial.